# Aderus labasae
Aderus labasae is een keversoort uit de familie schijnsnoerhalskevers (Aderidae). De wetenschappelijke naam van de soort werd in 1924 gepubliceerd door George Charles Champion.